# Горман, Митико
Митико «Мики» Горман (англ. Michiko Suwa "Miki" Gorman; 1935—2015) — американская бегунья японского происхождения. В середине 1970-х годов стала одной из лучших женщин-марафонцев. Единственная женщина, выигравшая марафоны в Бостоне и Нью-Йорке дважды, и является первой из двух бегуний, выигравших оба марафона в одном году.

## Биография
Митико Сува (яп. 諏訪美智子) родилась 9 августа 1935 года в японской семье, проживавшей в китайском городе Циндао, выросла в Токио, а после окончания школы поступила на годичную программу обучения в неполном колледже в Фукусиме.
В 1964 году переехала в Соединенные Штаты. Вскоре после переезда она вышла замуж за Майкла Гормана. В США занялась бегом на длинные дистанции и уже в 1970 году пробежала 100 миль в помещении за 21:04:00 в Лос-Анджелесе, штат Калифорния.
В апреле 1974 года, она выиграла Бостонский марафон с рекордным временем 2:47:11, заняла второе место в этом же марафоне в 1976 году, и снова выиграла «Бостон» в 1977 году. Горман также дважды выигрывала Нью-Йоркский марафон в 1976 и 1977 годах, а в 1975 году заняла на нем второе место.
Результаты:
| Год  | Марафон  | Время   | Место   |
| ---- | -------- | ------- | ------- |
| 1974 | Бостон   | 2:47:11 | 1 место |
| 1975 | Нью-Йорк | 2:53:02 | 2 место |
| 1976 | Бостон   | 2:52:27 | 2 место |
| 1976 | Нью-Йорк | 2:39:11 | 1 место |
| 1977 | Бостон   | 2:48:33 | 1 место |
| 1977 | Нью-Йорк | 2:43:11 | 1 место |

Позже участвовала в Чемпионатах мира по лёгкой атлетике среди мастеров в 1977 году в Гётеборге и в 1979 году в Ганновере. В 1978 году Горман установила мировой женский рекорд в полумарафоне. Часто получая травмы в последующие годы, Мики Горман эпизодически принимала участие в соревнованиях по 1981 год и в 1982 году решила уйти из спорта.
Умерла от рака 19 сентября 2015 года в городе Беллингхэм, штат Вашингтон.
Горман была включена в Залы славы: Road Runners Club of America Hall of Fame, USATF Masters Hall of Fame, National Distance Running Hall of Fame и New York Road Runners Hall of Fame. Она была представлена на коллекционных карточках Supersisters. В 1981 году был выпущен фильм под названием «Ritoru Champion», в котором рассказывалось о жизни Митико Горман.